# Валега, Хосе
Хосе Валега (исп. Jose Valega) (29 марта 1909, Буэнос-Айрес, Аргентина — ?, Аргентина) — аргентинский агроном, генетик, селекционер растений и политический деятель.

## Биография
Родился Хосе Валега 29 марта 1909 года в Буэнос-Айресе. В 1927 году поступил в университет в Буэнос-Айресе, который окончил в 1932 году и остался там, где непродолжительное время являлся научным сотрудником. Вскоре входит в политику и поступает на работу в Министерство сельского хозяйства Аргентины, спустя какое-то время возвращается в науку и работает в качестве научного сотрудника в Институте селекции в Сан-Каталине, в университете Ла-Платы. Вскоре переехал в США и устроился на работу в Миннесотский университет, но вскоре вернулся в Аргентину и поступил на работу в Институт селекции растений в Кастелле. С 1960 по 1969 год был директором отдела растениеводства и защиты растений Продовольственной и сельскохозяйственной организации ООН. С 1969 года — на пенсии.
Скончался Хосе Валега в Аргентине, точная дата смерти неизвестна.

## Научные работы
Основные научные работы посвящены патологии растений, генетике, селекции, проблемам сохранения и изучения коллекций зерновых и других культур (пшеницы, ячменя, овса, льна).
- Занимался вопросами физиологии и иммунитета растений.

## Членство в обществах
- Иностранный член ВАСХНИЛ (1970—?).

## Награды и премии
- Удостоен ряда научных наград.